# Окружная больница Солсбери
Окружная больница Солсбери (англ. Salisbury District Hospital) — медицинское учреждение в Солсбери, графство Уилтшир, Великобритания. Расположена в южном пригороде Одсток. Принадлежит Фонду NHS в Солсбери (см. NHS).

## История
История медицинского учреждения на нынешней территории больницы берёт начало в 1942 году, когда армией США здесь был развёрнут военный госпиталь для оказания помощи раненым американским и британским лётчикам. Сначала состоявший из временных хижин Ниссена, к 1944 году госпиталь был расширен и дополнен постоянными строениями и полноценной инфраструктурой. После окончания войны госпиталь был передан как дар британскому правительству.
После войны госпиталь неоднократно перестраивался и расширялся, не прекращая функционирования. В 1986 году здесь скончался основатель группы Thin Lizzy Фил Лайнотт.
В 1987 году Фонд NHS в Солсбери принял решение о капитальной модернизации больницы и о переводе медицинских отделений двух других больниц в Солсбери в эту единую больницу. Процесс централизации был завершён в 1991 году, этот год указывается как год открытия обновлённой больницы. Официальная церемония открытия прошла только 23 января 1993 года, красную ленту разрезала герцогиня Кентская.
На 2018 год больница является единым медицинским центром для Солсбери  и его окрестностей и состоит из 37 отделений. В конце 2017 года опрос населения CQC показал высокие оценки работы отделения неотложной помощи.
В семёрку наиболее продуманных и креативных в Великобритании включают садово-парковый комплекс Сад им. Горацио (Horatio’s Garden), созданный при отделении медицинской реабилитации для пациентов с проблемами позвоночника. Сад был назван в память о трагически погибшем на Шпицбергене 17-летнем Горацио Чаппле (Horatio Chapple), уроженце Солсбери. Ему и его отцу во время волонтёрской работы в госпитале первым пришла мысль о создании подобного сада. Сад им. Горацио было решено использовать как образец при создании 11 других садов при подобных отделениях по всей Великобритании.
При всех медицинских успехах финансовый аудит показал, что управляющий фонд вошёл в новый 2018 год с убытком в 18,5 миллионов фунтов. Была поставлена задача резко сократить расходы и отказаться от дорогостоящих проектов.

## Противохимические учения 2017 года
В окрестностях Солсбери находятся сразу два правительственных учреждения, связанные в том числе с противохимической обороной: Портон-Даун и тренировочный центр CBRN. Этим, возможно, объясняются масштабные противохимические учения в больнице в сентябре 2017. Отрабатывалась ситуация массового химического поражения населения города. Роль пациентов играли как манекены, так и около 30 сотрудников самой больницы, контролировавших действия оказывающих помощь.

## Отравление Сергея и Юлии Скрипаль
Согласно прессе, именно в эту больницу были доставлены 4 марта 2018 года и здесь же проходили лечение Сергея и Юлия Скрипаль, а также полицейский Николас Бейли. Администрация больницы не допускала общения с пострадавшими или их показа из соображений уважения к частной жизни. О прогрессе в лечении прессе сообщала директор медицинской службы госпиталя Кристин Бланшард (Christine Blanshard). 11 апреля журналистская группа РЕН ТВ проникла в госпиталь, однако вскоре была выставлена за его пределы охраной.